# Brandon Stone
Brandon Stone (20 april 1993) is een Zuid-Afrikaanse golfer. Hij was de beste amateur van zijn land voordat hij professional werd. Hij komt uit Pretoria.

## Amateur
In 2011 was Brandon de beste amateur bij het Zuid-Afrikaans Open  en werd hij tot Golf Digest Amateur of the Year uitgeroepen. 

In 2012 speelde hij in de Eisenhower Trophy in Turkije en won hij enkele toernooien. Daarna studeerde Brandon een jaar in Texas waar hij de 2013 Big Conference Player & Newcomer of the Year Award won. Hij werd ook uitgeroepen tot NCAA Freshman of the Year en een Ping First Team All-American.

### Gewonnen
- 2010: Ekurhuleni Stroke Play Championship, Limpopo Open Stroke Play Championship, North West Open Amateur, Prince's Grant Invitational, Boland Open
- 2012: Prince's Grant Invitational, KwaZulu Natal Stroke, Cape Province Open Amateur, Carpet Capital Collegiate
- 2013: Bayou City Collegiate Championship en het Big 12 Championship

## Professional
Stone werd op 5 juni 2013 professional sloot een contract met IMG af. Zijn eerste toernooi was het BMW International Open waar hij beslag legde op de 10de plaats en ruim € 30.000 verdiende. Hij stond eind 2013 al nummer 724 op de wereldranglijst. Eind 2015 promoveerde hij naar de Europese PGA Tour.

Op 10 januari 2016 behaalde Stone al zijn eerste overwinning op de Europese Tour. Hoewel hij in de laatste ronde zes bogeys maakte, won hij een score van -14 het Zuid-Afrikaans Open op de Glendower Golf Club in Gauteng.  Acht van de top-10 spelers waren zijn landgenoten. Stone was de jongste winnaar van het ZA Open sinds 1997, toen het toernooi aan de Europese Tour werd toegevoegd.
Stone steeg in januari 2016 naar de top-120 op de wereldranglijst.
In december 2016 won hij het Alfred Dunhill Championship in Zuid-Afrika, een toernooi dat ook deel uitmaakt van zowel de Sunshine Tour als de Europese PGA Tour.
In juli 2018 won hij het Schots Open, zijn derde overwinning op de Europese Tour. Hij scoorde 60 slagen op zijn laatste ronde, waarin hij op de laatste hole op  het nippertje een putt voor een birdie miste en zo geen 59 scoorde, wat een record zou geweest zijn op de Europese Tour. Hij sprong dankzij die zege van plaats 371 naar 110 op de wereldranglijst.

### Gewonnen

#### Sunshine Tour
- 2015ː Lion of Africa Cape Town Open (-16)
- 2016ː Zuid-Afrikaans Open (-14)
- 2016-17: Alfred Dunhill Championship (-21)

#### Europese Tour
- 2016ː Zuid-Afrikaans Open (-14)
- 2016-17: Alfred Dunhill Championship (-21)
- 2018: Schots Open (-20)